# Менарола
Менаро́ла (итал. Menarola) — коммуна в Италии, в провинции Сондрио области Ломбардия.
Население составляет 48 человек (2008 г.), плотность населения составляет 3 чел./км². Занимает площадь 14 км². Почтовый индекс — 23022. Телефонный код — 0343.
В коммуне 31 мая особо празднуется встреча Марии и Елизаветы.

## Демография
Динамика населения:

## Администрация коммуны
- Официальный сайт: